# Andover (stacja kolejowa)
Andover – stacja kolejowa w mieście Andover w hrabstwie Hampshire na linii kolejowej West of England Main Line. Stacja bez sieci trakcyjnej. Stacja oddalona jest o 107 km od końcowej stacji linii Londyn Waterloo. W przeszłości była stacją węzłową dla linii Midland and South Western Junction Railway, zamkniętej w 1961 r.

## Ruch pasażerski
Stacja obsługuje 709 312 pasażerów rocznie (dane za okres od kwietnia 2021 do marca 2022). Posiada bezpośrednie połączenia z Exeterem, Londynem Waterloo i Salisbury. Pociągi odjeżdżają ze stacji w odstępach godzinnych w każdą stronę.

## Obsługa pasażerów
Automat biletowy, kasa biletowa, przystanek autobusowy, parking na 252 miejsc samochodowych i 76 rowerowych, bar.